# Gustav Born
Gustav Victor Rudolf Born (29 de juliol de 1921, Göttingen, Alemanya - 16 d'abril de 2018, Londres, Regne Unit) fou un farmacòleg alemany, nacionalitzat britànic, que explicà el paper de les plaquetes en la formació de coàguls sanguinis en la trombosi.

## Vida
Born naixé a Göttingen, al centre d'Alemany. És el més jove dels tres fills del Premi Nobel de Física de 1954 Max Born (1882-1970), i de Hedwig Ehrenberg (1891-1972). Ambdós eren d'ascendència jueva i, el 1933, enfrontant una marea creixent d'antisemitisme, els amics, que incloïen Albert Einstein, els aconsellaren fugir d'Alemanya. A través d'Itàlia i França arribaren al Regne Unit. La família s'instal·là primer a Cambridge, però finalment s'establiren a Edimburg, on Max Born fou nomenat professor a la universitat d'Edimburg. Segons el consell del seu pare, Gustav Born seguí els passos del seu avi Gustav Jacob Born (1851-1900) i estudià medicina a Edimburg. Es graduà el 1938 i s'uní a l'exèrcit immediatament després de completar la seva residència quirúrgica. El 1945, quan era metge del Cos Reial de l'Exèrcit, fou un dels primers a presenciar les conseqüències mèdiques de l'explosió de la bomba atòmica a Hiroshima. Entre les terribles lesions que observà foren els greus trastorns de sagnat. Això, suposà, era atribuïble a una manca de plaquetes de la sang causada per danys a la radiació. Fou una experiència decisiva, ja que establí el curs de la seva recerca futura i, de fet, tota la seva carrera professional.
Gustav Born es casà amb Wilfrida Ann Plowden-Wardlaw (1930–2014), amb qui tengué tres fills: Max (1951-), que interpretà el paper de Giton a la pel·lícula Satiricó de Federico Fellini el 1969; Sebastian, dramaturg i director associat del teatre nacional de Londres (2007-2016); i Georgina (1955-), antropòloga i música. Es divorcià d'Ann i el 1962 es casà amb Faith Maurice-Williams, també metge, i tengueren dos fills, Matthew i Carey.
Realitzà recerca com a postgraduat a la Universitat d'Oxford amb Howard Florey, que desenvolupà l'ús farmacològic de la penicil·lina, i s'hi doctorà el 1951. Durant la seva carrera posterior, ocupà tres prestigioses càtedres de farmacologia, incloent-hi la de la Universitat de Cambridge (1973-78) i la del King's College de Londres (1978-86). Però potser la més significativa fou la de professor de farmacologia al Royal College of Surgeons de Londres (1960-73). Hi realitzà els seus primers treballs i, juntament amb John Robert Vane (1927-2004), un amic dels seus dies d'Oxford i Premi Nobel de Medicina o Fisiologia el 1982, creà un departament que va produir una sèrie de grans descobriments. Des de final de la dècada de 1980, treballà a l'Institut de Recerca William Harvey de Barts, del qual n'era cofundador, i la London School of Medicine.

## Obra

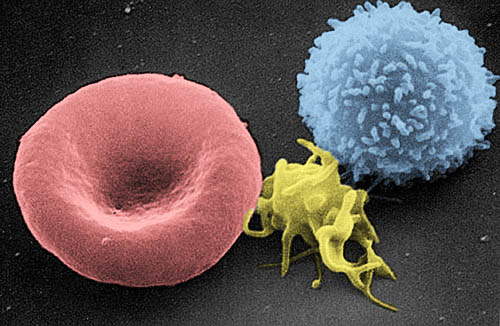
Imatge obtinguda amb microscopi electrònic d'un eritròcit, d'una plaqueta i d'un leucòcit (d'esquerra a dreta)

El 1962 publicà un important article a la revista Nature on posava de manifest que l'agregació de plaquetes era la causa immediata de la trombosi i que el difosfat d'adenosina (ATP) participa activament en la formació del tap hemostàtic i del trombe o coàgul sanguini. L'ADP s'allibera en els vasos sanguinis per transformació massiva del trifosfat d'adenosina (ATP). Desenvolupà l'agregòmetre de Born, aparell que permet mesurar la capacitat d'agregació de les plaquetes i permetre l'estudi de fàrmacs que poguessin inhibir-la. A partir d'aquest estudi les plaquetes deixaren de ser un element que donava forma a la sang per constituir-se en un corpuscle amb una rica activitat bioquímica al seu interior.
Des de mitjans dels anys setanta també investigà sobre l'arterioesclerosi. Va poder explicar per què la hipertensió és un factor de risc en la malaltia coronària i per què les plaques arterioescleròtiques es trenquen tan catastròficament. Fou un dels pioners en l'ús de la microscòpia intravital, l'enregistrament directe i l'estudi del comportament de cèl·lules blanques en els vasos sanguinis més petits. En aquesta època predigital, tots els registres experimentals havien de ser filmats en total foscor amb una pel·lícula cinematogràfica de 16 mm.

## Honors
Gustav Born fou elegit membre de la Royal Society de Londres el 1972 i guardonat amb la Royal Medal el 1987 en reconeixement de les seves principals contribucions a la fisiologia, la patologia i la farmacologia de les plaquetes i els seus mètodes per estudiar la seva funció. Fou membre del Royal College of Physicians i del Royal Colleges of Surgeons. Rebé guardons com el Premi Paul Morawitz (1980), el Premi Robert Pflege (1990), el Premi Alexander von Humboldt (1994), entre d'altres.

## Llibres
- Gustav V. R. Born: The Born Family in Göttingen and Beyond. Termessos Verlag, Göttingen 2002, ISBN 3-938016-05-1.
- Gustav Viktor Rudolf Born: Erinnerungen, Reminiscences. Max und Gustav Born Stiftung für Bildung, Recklinghausen 2017, ISBN 978-3-00-053715-8.